# 大石貞治
大石 貞治（おおいし さだじ、1909年（明治42年）10月2日 - 1989年3月2日））は、日本の実業家。三笑亭本店代表取締役社長。静岡県食肉事業協同組合連合会相談役。

## 経歴
静岡県静岡市両替町出身。大石善吉の長男。静岡県立静岡中学校卒業。三笑亭代表取締役社長、静岡県食肉事業協同組合連合会長、同環境衛生同業組合理事長、静岡県食料品小売商業組合監事、日本食肉協会副会長を務めた。

## 人物
趣味はスポーツ観賞。宗教は浄土宗。住所は静岡市両替町2丁目。

## 家族
大石家
- 父・善吉（1889年 - ?、静岡県多額納税者、三笑亭本店、料理業、静岡市食肉商組合長）[5]
- 妻・辰枝（1914年 - ?、東京、遠藤與吉の長女[4]、三笑亭本店取締役[3]）
- 長男・貞康[1]（三笑亭本店代表）
- 次男[1]
- 三男[1]

## 受賞
- 食品衛生協会優良施設[1]